# Groveland (Florida)
Groveland es una ciudad ubicada en el condado de Lake, Florida, Estados Unidos. Según el censo de 2020, tiene una población de 18 505 habitantes.
Es parte del área metropolitana de Orlando. 

## Geografía
La ciudad está ubicada en las coordenadas 28°36′37″N 81°49′38″O / 28.61028, -81.82722 (28.610215, -81.827086). Según la Oficina del Censo de los Estados Unidos, Groveland tiene una superficie total de 71.11 km², de la cual 53.98 km² corresponden a tierra firme y 17.13 km² son agua.

## Demografía
Según el censo de 2020, hay 18 505 personas residiendo en Groveland. La densidad de población es de 342.81 hab./km². El 52.92% de los habitantes son blancos, el 16.27% son afroamericanos, el 0.63% son amerindios, el 2.68% son asiáticos, el 0.03% son isleños del Pacífico, el 11.37% son de otras razas y el 16.10% son de una mezcla de razas. Del total de la población, el 28.84% son hispanos o latinos de cualquier raza.